# تايلور هوكينز
تايلور هوكينز (بالإنجليزية: Taylor Hawkins)‏ (و. 1972  م) هو طبال، وموسيقي أمريكي، ولد في فورت وورث، تكساس، يستخدم آلات طقم طبول، وهو عضوٌ في فو فايترز.

## وصلات خارجية
- تايلور هوكينز على موقع IMDb (الإنجليزية)
- تايلور هوكينز على موقع روتن توميتوز (الإنجليزية)
- تايلور هوكينز على موقع ميوزك برينز (الإنجليزية)
- تايلور هوكينز على موقع رولينغ ستون (الإنجليزية)
- تايلور هوكينز على موقع إن إن دي بي (الإنجليزية)
- تايلور هوكينز على موقع أول ميوزيك (الإنجليزية)
- تايلور هوكينز على موقع ديسكوغز (الإنجليزية)
- تايلور هوكينز على موقع قاعدة بيانات الفيلم (الإنجليزية)
- تايلور هوكينز في قاعدة بيانات الأفلام على الإنترنت